# Municipio de Great Scott
El municipio de Great Scott (en inglés: Great Scott Township) es un municipio ubicado en el condado de St. Louis en el estado estadounidense de Minnesota. En el censo de 2010 tenía una población de 561 habitantes y una densidad poblacional de 3,36 personas por km².

## Geografía
El municipio de Great Scott se encuentra ubicado en las coordenadas 47°33′26″N 92°44′39″O / 47.55722, -92.74417. Según la Oficina del Censo de los Estados Unidos, el municipio tiene una superficie total de 166.73 km², de la cual 163,65 km² corresponden a tierra firme y (1,84 %) 3,07 km² es agua.

## Demografía
Según el censo de 2010, había 561 personas residiendo en el municipio de Great Scott. La densidad de población era de 3,36 hab./km². De los 561 habitantes, el municipio de Great Scott estaba compuesto por el 96,43 % blancos, el 0,36 % eran afroamericanos, el 0,36 % eran amerindios, el 0,36 % eran de otras razas y el 2,5 % eran de una mezcla de razas. Del total de la población el 1,25 % eran hispanos o latinos de cualquier raza.